# On the Road Again (canción de Bob Dylan)
«On the Road Again» es una canción del músico estadounidense Bob Dylan, publicada en el álbum de estudio Bringing It All Back Home. Al igual que el resto del álbum, «On the Road Again» fue grabada en enero de 1965 con Tom Wilson como productor.

## Historia
La letra de la canción mantiene la temática contra la sociedad corrupta presente también en otras canciones de la primera cara del álbum como «Maggie's Farm», «Outlaw Blues» y «Bob Dylan's 115th Dream». La canción también refleja otras canciones del álbum como «Maggie's Farm» en la que la resistencia a la sociedad se promulga a través del autoexilio, la eliminación y la negación.
«On the Road Again» también hace una vista previa a los personajes grotescos de historietas que se convertirán en prominentes en futuras composiciones de Dylan, y refleja una versión paranoica de miedo a tratar con los suegros. El narrador se despierta por la mañana y tiene que enfrentarse a un mundo surrealista, en el que su madre política se esconde en la nevera, su padre político lleva una máscara de Napoleón, el bastón de su abuelo político se convierte en una espada y su abuela política reza a varios cuadros, con versos como: «Your mama, she's a-hidin' / inside the icebox / your daddy walks in wearing' Napoleon Bonaparte mask».
El título de la canción emula al título de la novela de Jack Kerouac On the Road, un trabajo prominente de la generación beat. Aunque Dylan reconoció sentirse influido por Kerouac, parece más probable que el título y la canción sean una respuesta a la canción «On the Road», un blues tradicional interpretado por Memphis Jug Band con un contenido lírico más grave que concierne a una mujer infiel.

## Personal
- Bob Dylan: voz, guitarra y armónica
- Al Gorgoni: guitarra
- Kenneth Rankin: guitarra
- Bruce Langhorne: guitarra
- Joseph Macho Jr.: bajo
- William E. Lee: batería
- Bobby Gree: batería
- Frank Owens: piano